# Xylocopa fuscata
Xylocopa fuscata är en biart som beskrevs av Smith 1854. Xylocopa fuscata ingår i släktet snickarbin, och familjen långtungebin. Inga underarter finns listade i Catalogue of Life.